# Despabiladeras

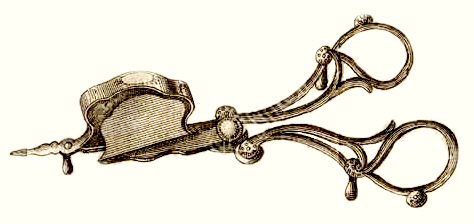
Despabiladeras con rebaje para recibir los restos de mecha.

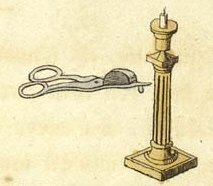
Despabiladeras y candelabro (de un manual alemán de 1818).

Las despabiladeras son unas tijeras que se usan para extinguir velas o candiles encendidos, quitando la pavesa, que es la parte ya quemada de la mecha.
Su uso fue difundido desde el siglo XVI hasta la segunda mitad del siglo XIX, cuando el uso de las velas fue desplazado por las lámparas de queroseno y parafina.